# Gala Dalí
Gala Dalí, właśc. Jelena Iwanowna Djakonowa, ros. Еле́на Ива́новна Дья́конова (ur. 7 września 1894 w Kazaniu, zm. 10 czerwca 1982 w Portlligat) – rosyjska muza, małżonka francuskiego poety Paula Éluarda oraz w późniejszym czasie hiszpańskiego malarza Salvadora Dalego.

## Życiorys

### Wczesne lata
Urodziła się w Kazaniu, w Imperium Rosyjskim, a dorastała w Moskwie i Petersburgu. Ukończyła gimnazjum oraz dodatkowy kurs literatury. Oczytana i znająca języki obce Gala marzyła o wyjeździe do Paryża. Przyjaźniła się z rosyjską poetką Mariną Cwietajewą. Od 1915 pracowała w Moskwie jako guwernantka.

### Związek z Paulem Éluardem
W 1917 wzięła ślub z poetą Paulem Éluardem, którego poznała pięć lat wcześniej w szwajcarskim sanatorium dla gruźlików w Clavadel niedaleko Davos. Ich jedyna córka Cécile (1918–2016) była zaniedbywana i ignorowana przez matkę całe życie. Córka nienawidziła domu w Eaubonne, gdzie ściany i drzwi były pomalowane w upiorne postacie, a matka wyganiała ją z domu, chcąc zostać sam na sam z kochankami. Z mężem Éluardem zaangażowała się w ruch surrealistyczny. Była inspiracją dla artystów takich jak: Louis Aragon, Max Ernst czy André Breton. W latach 1922–1924 Gala i Éluard żyli w seksualnym trójkącie z Maksem Ernstem, który porzucił rodzinę i przeniósł się z Kolonii do Paryża.

### Związek z Salvadorem Dalím

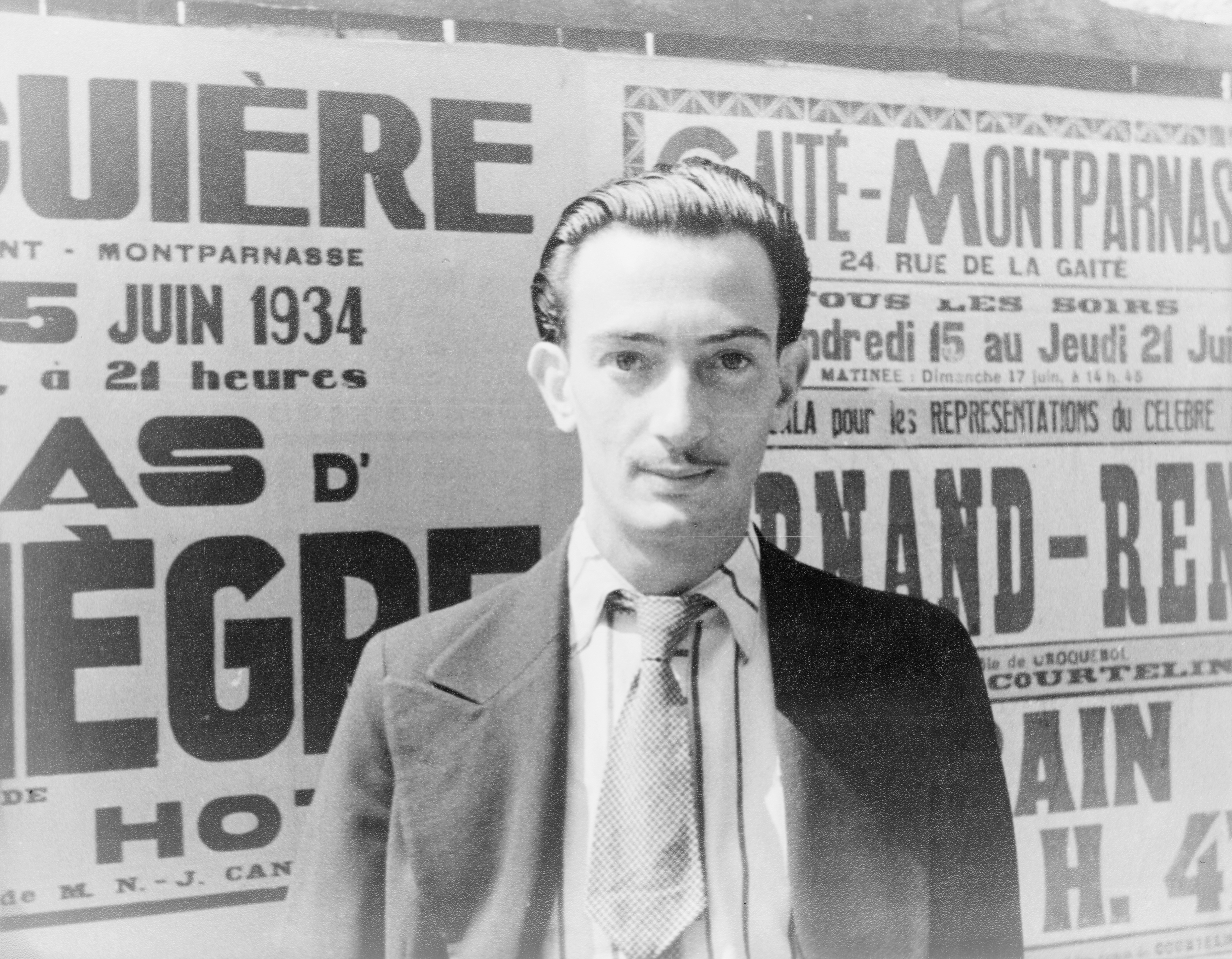
Salvador Dalí w Paryżu w 1934

W sierpniu 1929 Gala i Paul odwiedzili w Hiszpanii młodego surrealistycznego malarza – Salvadora Dalego, który zafascynował Galę. Związek Dalego ze starszą o dziesięć lat zamężną kobietą oburzył jego rodzinę – ojciec, notariusz i pobożny katolik, wydziedziczył syna. Pomimo rozpadu małżeństwa Gala i Éluard pozostawali przez długie lata w bliskich stosunkach. Para wzięła ślub cywilny w 1934, a katolicki ślub kościelny w 1958 w kaplicy Àngels, niedaleko Girony, po uzyskaniu papieskiej dyspensy, na której szczególnie zależało malarzowi. Ekstrawaganccy małżonkowie lata wojny spędzili w Stanach Zjednoczonych, gdzie stali się ulubieńcami nowojorskiej socjety. Po powrocie do Europy Gala nadal kierowała ich interesami, coraz więcej czasu spędzając na miłosnych eskapadach z młodymi kochankami i przy stołach do ruletki. Słynęła z okrucieństwa i mściwości – nie chciała widywać własnej córki, którą wydziedziczyła, i odgrywała się na dawnych przyjaciołach Dalego. Zmarła w wieku 87 lat; została pochowana na zamku Púbol.